# Amastus reticulatus
Amastus reticulatus är en fjärilsart som beskrevs av De Toulgoët 1984. Amastus reticulatus ingår i släktet Amastus och familjen björnspinnare. Inga underarter finns listade i Catalogue of Life.